# Anastasio de Filiis
Anastasio de Filiis (Terni, 1577 – Nápoles, 1608) foi um astrônomo italiano. Foi, junto com o príncipe Federico Cesi, o médico holandês Johannes van Heeck e o polímata Francesco Stelluti, um dos quatro membros fundadores da Accademia dei Lincei.

## Histórico familiar
A família de Filiis estava relacionada à família dos Cesi. Em meados do século XV Carlo de Filiis de Caesis, conde Palatino, mudou-se de Cesi para Terni e garantiu do Imperador Romano-Germânico o direito de ser prefeito e notário da cidade para si e seus sucessores.
O pai de Anastasio, Paul de Filiis, era o porta-estandarte da cidade, mas nada se sabe sobre sua mãe. Anastasio era o mais velho de três irmãos, um dos quais, Angelo (1583-1624), tornou-se bibliotecário da Accademia dei Lincei e escreveu um prefácio dedicatório às Istoria e Dimostrazioni intorno alle Macchie Solari de Galileu Galilei. Nada se sabe sobre o outro irmão, Valentino.

## Atividades na Academia
Em 1603, juntamente com o príncipe Cesi e seus outros amigos, ele co-fundou a Accademia dei Lincei. Ele escolheu 'Eclipsatus' como seu pseudônimo de clube, uma lua eclipsada como seu emblema pessoal, e  'spero lucem'  ('Espero a luz') como seu lema pessoal. Talvez isso fosse uma referência ao fato de que ele era o menos instruído dos quatro, e de fato nem falava latim, o que era essencial para qualquer tipo de trabalho acadêmico. Ele confiava em seus amigos para relatos de material que eles liam, mas Cesi o encorajou, enfatizando a importância da observação cuidadosa dos fenômenos ao seu redor, em vez de confiar em material escrito. Apesar de sua deficiência em latim, ele também foi nomeado secretário da Academia, responsável por registrar todos os seus trabalhos no Gesta Lyncaeorum. Devido ao seu interesse em astronomia e na construção de dispositivos mecânicos, Cesi pediu que ele fizesse um astrolábio, que ele terminou em 22 de outubro de 1603.
Como outros membros anteriores, Anastasio de Filiis foi forçado a deixar Roma nos anos que se seguiram à fundação do Lincei, devido à pressão do duque de Acquasparta, pai do príncipe Cesi, que suspeitava que os quatro jovens se entregassem a práticas mágicas e imorais. Entre eles, Anastasio foi de quem menos duvidou, e foi através dele que ele conseguiu acompanhar o filho errante. A correspondência entre os quatro jovens revela que, naqueles anos (1603-1606), de Filiis costumavam se mudar, vivendo alternadamente em Terni e Roma. Mesmo quando longe de Roma, Anastasio continuou a atuar como secretário da Academia. Em 1606, talvez com base nas lições de Giovanni Battista della Porta, ele partiu para Nápoles, onde morreu em 1608.

## Obras
De suas obras, que estavam dentre os manuscritos perdidos da Biblioteca Albani, somente dois títulos são conhecidos:  'De arcanis naturalibus'  e  'Novae saecundorum notuum tabulae ab Eclipsato Lyncaeo delineatae' .